# Time's Incinerator
Time's Incinerator es el segundo álbum que lanzó la banda Soul Asylum en 1986. Está solo en versión casete, y contiene lados-b, tomas descartadas y demos. La fotografía de la cubierta fue sacada por David Pirner.
El nombre del álbum proviene de la canción de la banda "Can't Go Back" de su primer álbum Made To Be Broken, donde en la letra se señala «fifteen years later caught in time's incinerator... yesterday's worries are today's».

## Lista de canciones
Lado A
1. "Dragging Me Down" * - 2:26
2. "Freeway" - 2:05
3. "Broken Glass" * - 2:23
4. "Goin' Down" - 3:00
5. "The Snake" - 1:21
6. "Hot Pants" - 3:55
7. "Job For Me" - 2:43
8. "Swingin'" - 2:10
9. "Take It To The Root" (relanzada en 1989 en el álbum Clam Dip & Other Delights) - 2:11
10. "Fearless" - 2:24

Lado B
1. "Do You Know" * - 1:53
2. "Spacehead" * - 2:07
3. "Cocaine Blues" - 2:50
4. "Out of Style" - 1:32
5. "Nowhere To Go" - 3:26
6. "Hey Bird" - 3:04
7. "Friends" - 2:20
8. "Ramblin' Rose" - 2:00
9. "Your Clock" - 1:03
10. "Masquerade" * - 5:13
11. "Soul Asylum" - 1:04

Las cinco canciones que corresponden a tomas descartadas (marcadas con asterisco), provienen del álbum debut de la banda de 1984, Say What You Will... Everything Can Happen. Estas canciones eventualmente serían relanzadas en la versión en disco compacto del álbum que finalmente se titularía Say What You Will, Clarence...Karl Sold the Truck.
- Datos: Q1433205